# Ryuya Nishio
Ryuya Nishio (født 16. maj 2001) er en japansk fodboldspiller, som spiller for den japanske fodboldklub Cerezo Osaka.